# Augustus' veldtochten in Germanië
Augustus' veldtochten in Germanië of de vroegkeizerlijke veldtochten in Germania (12 v.Chr. – 16 n.Chr.) waren een reeks militaire conflicten tussen verschillende Germaanse stammen en het vroege Romeinse Keizerrijk. Spanningen tussen de Germaanse stammen en de Romeinen leidden eerder al tot de Clades Lolliana in 16 v.Chr., waarbij het 5e Legioen onder Marcus Lollius werd verslagen door de Sugambren, Usipeti en Tencteren. De eerste Romeinse keizer Augustus reageerde door de militaire infrastructuur in Gallië snel te ontwikkelen. Zijn generaal Nero Claudius Drusus begon in 13 v.Chr. langs de Rijn forten te bouwen en lanceerde in 12 v.Chr. de eerste strafexpeditie aan de overkant van de Rijn.
Drusus leidde nog drie veldtochten tegen Germaanse stammen in de jaren 11–9 v.Chr.. Voor de veldtocht van 10 v.Chr. werd hij geëerd als de Romein die tot dan toe het verst oostwaarts had gereisd in Noord-Europa. Daaropvolgende generaals zouden aanvallen over de Rijn blijven uitvoeren tot 16 n.Chr.. In 7 n.Chr. werd Publius Quinctilius Varus aangesteld als de eerste civiele gouverneur van de nieuwe provincie Germania die de Romeinen aan het vestigen waren. Twee jaar later werd Varus echter op terugtocht van zijn veldtocht verraden en in de Slag in het Teutoburgerwoud verslagen door Arminius, een bondgenoot van de Romeinen en de leider van de Cherusken. De Romeinse verovering van Germania Magna werd hiermee voorkomen. Alle Romeinse veldtochten daarna waren vooral strafexpedities om de Germanen te intimideren en de Romeinse eer te herstellen; er werden geen serieuze veroveringspogingen meer gedaan. De laatste generaal die in deze periode Romeinse troepen in de streek aanvoerde was Germanicus, de adoptiefzoon van keizer Tiberius, die in 16 n.Chr. de laatste grote Romeinse militaire expeditie in Germania had gelanceerd. Pas onder keizer Marcus Aurelius (r. 161–180) zouden de Romeinen weer een grote invasie op Germaans grondgebied uitvoeren tijdens de Marcomannenoorlog.

## Achtergrond
Tijdens de Gallische opstanden werden wapens vanuit Germanië over de Rijn naar Gallië gesmokkeld om de opstand te steunen. Destijds was de militaire aanwezigheid van Rome in het Rijnland klein en de enige militaire operaties waren strafexpedities om indringers te straffen. Het werd als belangrijker beschouwd Gallië veilig te stellen en alle tekenen van verzet uit te wissen.
Nadat Gallië was gepacificeerd, werd Gallië heringedeeld en werd het Romeinse wegennet verbeterd in 20 v. Chr. door Agrippa, zie de Via Agrippa. Rome vergrootte zijn militaire aanwezigheid aan de Rijn en tussen 19 en 17 v.Chr. en er werden verschillende forten gebouwd. Augustus dacht dat de toekomstige welvaart van het rijk afhing van de uitbreiding van zijn grenzen, en Germania was het volgende doelwit geworden voor de keizerlijke expansie.
In 17/16 v.Chr., staken de Sugambren, Usipeten en Tencteren de Rijn over en vielen een Romeinse cavalerie-eenheid aan. Onverwacht kwamen ze het 5e legioen tegen onder Marcus Lollius, die ze versloegen en wiens adelaar ze veroverden. Deze nederlaag overtuigde Augustus om de militaire aanwezigheid in Gallië te reorganiseren en te verbeteren om de regio voor te bereiden op campagnes over de Rijn. Een aanval kort daarna door Lollius en Augustus zorgde ervoor dat de indringers zich terugtrokken over de Rijn, vrede werd onderhandeld.
Augustus was van 16 tot 13 v. Chr. actief in Gallië. Ter voorbereiding op de komende campagnes vestigde Augustus een munthuis in Lugdunum (Lyon) in Gallië, om geld te slaan om de soldaten te betalen. Hij organiseerde een volkstelling voor het innen van belastingen in Gallië en coördineerde de oprichting van militaire bases op de westelijke oever van de Rijn.

## Campagnes voor de Clades Variana

### Campagnes van Drusus
Nero Claudius Drusus, een ervaren generaal en stiefzoon van Augustus, werd in 13 v. Chr. tot gouverneur van Gallië benoemd. Het jaar daarop was er een opstand in Gallië - een reactie op het Romeinse volkstelling- en het belastingbeleid van Augustus. Het grootste deel van het daaropvolgende jaar voerde hij verkenningen uit en hield hij zich bezig met bevoorrading en communicatie. Hij liet ook verschillende forten langs de Rijn bouwen, waaronder: Argentoratum (Straatsburg, Frankrijk), Mogontiacum (Mainz, Duitsland) en 
Castra Vetera (Xanten, Duitsland). Drusus sloeg de aanval af van de Sugambren en de Usipeten en lanceerde vervolgens een vergeldingsaanval over de Rijn. Dit was het begin van 28 jaar campagnes van Rome over de Nederrijn.
Hij stak met zijn leger de Rijn over en viel het land van de Usipeten binnen. Hij trok toen naar het noorden tegen de Sugambren en plunderde hun land. Hij vervolgde zijn weg 
en arriveerde in wat nu Nederland is, hij veroverde hij de Friezen, die daarna als bondgenoten in zijn leger dienden. Vervolgens viel hij de Chauken aan, die in het noordwesten van Duitsland woonden, in wat nu Nedersaksen is. Rond de winter stak hij de Rijn weer over en keerde terug naar Rome.
De volgende lente begon Drusus zijn tweede veldtocht over de Rijn. Hij onderwierp eerst de Usipeten en marcheerde vervolgens oostwaarts naar de Visurgis (rivier de Wezer). Daarna trok hij door het grondgebied van de Cherusken, waarvan het gebied zich uitstrekte van de Eems tot de Elbe, en trok zo verder naar het oosten tot aan de Weser. Dit was het verst naar het oosten in Noord-Europa dat een Romeinse generaal ooit had gereisd, een prestatie die hem veel bekendheid opleverde. Intussen waren de voorraden geslonken en met de winter in het vooruitzicht, besloot hij terug te marcheren naar bevriend gebied. Op de terugreis werden de legioenen van Drusus continu aangevallen door Duitse krijgers.
Het jaar erop werd hij benoemd tot consul en de deuren van de tempel van Janus werden gesloten, een teken dat het rijk in vrede was. De vrede duurde echter niet lang, want in het voorjaar van 10 v Chr. voerde hij opnieuw campagne over de Rijn en bracht het grootste deel van het jaar door met het aanvallen van de Chatten. In zijn derde veldtocht veroverde hij de Chatten en andere Duitse stammen, en keerde Drusus aan het einde van het campagneseizoen terug naar Rome.
In 9 v.Chr. Begon hij aan zijn vierde campagne, dit keer als consul. Ondanks slechte voortekenen viel Drusus opnieuw de Chatten aan en rukte op tot aan het grondgebied van de Sueben, 'waarbij hij met moeite het gebied veroverde, gepaard gaand met aanzienlijk bloedvergieten'. Daarna viel hij nogmaals de Cherusken aan, dreef ze over de rivier de Weser, rukte op tot aan de Elbe en "plunderende alles", volgens Cassius Dio. Op de terugweg naar de Rijn viel Drusus van zijn paard en raakte zwaar gewond. Zijn verwonding raakte ernstig geïnfecteerd en na dertig dagen stierf Drusus aan de ziekte, hoogstwaarschijnlijk gangreen.
Toen Augustus hoorde wat er gebeurd was, stuurde hij Tiberius om aan de zijde van zijn stervende broer te staan. Hij kwam op tijd, maar het duurde niet lang voordat Drusus zijn laatste adem uitblies.

### Campagnes van Tiberius, Ahenobarbus en Vinicius
Na de dood van Drusus kreeg Tiberius het bevel over de strijdkrachten van de Rijn en voerde twee veldtochten in Germanië in de loop van 8 en 7 v.Chr.. Hij marcheerde met zijn leger tussen de Rijn en de Elbe en stuitte op weinig weerstand behalve van de Sugambren. Tiberius roeide de Sugambren bijna uit en liet degenen die het overleefden naar de Romeinse kant van de Rijn brengen, waar ze beter in de gaten konden worden gehouden. Marcus Velleius Paterculus schreef dat voor hem Duitsland als in wezen was veroverd, maar  de militaire situatie in Duitsland was heel anders dan wat werd gesuggereerd door keizerlijke propaganda.
In 3 v.Chr. was Lucius Domitius Ahenobarbus bevelhebber in Duitsland. Hij stak de Elbe over met zijn leger en legde in het gebied tussen de Eems en de Rijn verhoogde wegen aan in de moerassen, pontes longi genaamd. Het jaar daarop laaiden de conflicten tussen de Rome en de Cherusken weer op. Niettemin alle infrastructuurwerken in het gebied ten oosten van de Rijn, kreeg Ahenobarbus de streek niet onder controle. Augustus riep Ahenobarbus terug naar Rome in 2 v.Chr. en verving hem door een meer ervaren militaire commandant, Marcus Vinicius.
Tussen 2 v.Chr. en 4 na Chr. voerde Vinicius het bevel over de 5 legioenen die in Duitsland waren gestationeerd. Rond de tijd van zijn benoeming had hij af te rekenen met wat de historicus Velleius Paterculus de "grote oorlog" noemt. Er bestaat echter geen verslag over deze oorlog. Vinicius moet goed hebben gepresteerd, want bij zijn terugkeer in Rome ontving hij de ornamenta triumphalia.
In 4 na Chr. werd Tiberius opnieuw commandant in Duitsland. Hij voerde de twee volgende jaren campagne in Noord-Duitsland. Tijdens het eerste jaar versloeg hij de Cananefaten, de Chattuarii en de Bructeren en onderwierp hij de Cherusken. Kort daarna verklaarde hij de Cherusken 'vrienden van het Romeinse volk'. In 5 na Chr. voerde hij campagne tegen de Chauken en stootte door in het hart van Duitsland, zowel over land als via de rivieren. De Romeinse vloot en legioenen ontmoetten elkaar bij de Elbe. Hij demonstreerde dat hij met zijn troepen grotendeels ongehinderd door Duitsland kon trekken, maar net als Drusus kreeg hij geen vaste voet in het land. Tiberius' troepen werden aangevallen door Duitse troepen op de terugweg, maar ze verdedigden zichzelf met succes.
Zoals reeds vermeld, had Tiberius een vriendschapsband gesmeed met de Cherusken. Tot de elite van de clan behoorde de jonge Arminius, die toen ongeveer tweeëntwintig was. Tiberius verleende steun aan de Cherusken en gaf de stam een vrije status onder de Duitse volkeren. Om de Cherusken in de gaten te houden, liet Tiberius een winterbasis bouwen op de Lippe.
De Romeinen waren van mening dat tegen het jaar 6 de Duitse stammen grotendeels waren gepacificeerd, zo niet overwonnen. Alleen de Marcomannen, onder koning Maroboduus, moesten nog worden overwonnen. Rome plande een massale aanval tegen hen, waarbij 12 legioenen uit Germania, Illyricum en Rhaetia betrokken waren, maar toen het bericht van een opstand in Illyricum arriveerde, werd de oorlog afgeblazen. Rome sloot vrede met Maroboduus en erkende hem als koning.
Een deel van de Romeinse strategie was om lastige stammenvolken te hervestigen, ze te verplaatsen naar locaties waar Rome hen beter in de gaten kon houden en weg van hun bondgenoten. Tiberius vestigde de Sugambren, die voor Drusus bijzondere problemen hadden veroorzaakt, op een nieuwe plek ten westen van de Rijn, waar ze beter in de gaten konden worden gehouden.

## Campagne van Varus

### Aanloop
Na het vertrek van Tiberius naar Illyricum benoemde Augustus Publius Quinctilius Varus tot bevelhebber in Duitsland. Aangenomen werd dat de provincie Germania Magna was gepacificeerd en Varus begon met de regio in het rijk te integreren. Aangezien men dacht dat de belangrijkste militaire operaties voorbij waren, werd een briljante militaire leider niet nodig geacht.
Varus voerde de romanisering in, inclusief de belastingen, wat Augustus verwachtte van elke gouverneur van een geïntegreerde provincie. De Germaanse stammen begonnen zich te verzamelen rond een nieuwe leider, Arminius van de Cherusken. Arminius werd beschouwd als een bondgenoot van Rome en had eerder in het Romeinse leger gevochten. Hij vergezelde Varus, die in Germanië was met de Legioenen XVII, XVIII en XIX om de verovering van Germanië te voltooien.
Veel van wat er voor de veldtocht van 9 na Chr. is gebeurd, is niet gekend. Toen Varus met zijn legioenen vertrok vanuit hun kamp aan de Weser, op de terugweg naar Xanten ontving Varus berichten van Arminius, dat er een kleine opstand was ten westen van het Romeinse kamp. De Romeinen waren sowieso op de terugweg naar de Rijn, en de kleine opstand was maar een kleine omweg, ongeveer twee dagen verder. Varus ging ervan uit dat Arminius ondertussen met zijn stamleden zou onderhandelen. In werkelijkheid was Arminius een hinderlaag aan het voorbereiden. Varus nam tijdens de mars geen extra maatregelen om de opstand te onderdrukken, aangezien hij geen problemen verwachtte.

### Overwinning van Arminius
Arminius' opstand vond plaats tijdens de Pannonische opstand, de meeste Romeinse legioenen bevonden zich dus in Illyricum. Varus had slechts drie legioenen, die geïsoleerd waren in het hart van Duitsland. Verkenners werden voor de Romeinse troepen uitgestuurd toen de opstandelingen Kalkriese naderden. De verkenners waren lokale Duitsers, die het terrein kenden, maar deel uitmaakten van Arminius' plan. Ze meldden dat het pad veilig was.
De Romeinse colonne volgde de weg naar het noorden totdat ze aan een heuvel kwamen. De heuvel lag ten westen van de weg en was bebost. Er was drassig terrein rondom de heuvel, bossen in het oosten en een moeras in het noorden. Ze hoorden luid geschreeuw en speren vielen op hen vanaf de beboste helling links van hen. De Romeinen vorderden in een langgerekte colonne en konden door het beboste terrein hun superieure gevechtsformaties niet aanwenden.  Speren vielen uit het bos rechts van hen en het front raakte in paniek.  De omsingelde soldaten konden zich niet verdedigen omdat ze in dichte formatie marcheerden en het terrein te modderig was om effectief te kunnen bewegen.
De communicatie werd belemmerd doordat de kolom dicht opeengepakt zat in de smalle weg. Omdat Varus geen overzicht had van de aanval, beval hij zijn troepen om op te rukken. Dit duwde de soldaten vooraan verder de vijand in, en duizenden Duitse krijgers sprongen uit het bos. De soldaten in het midden en achter in de colonne vluchtten alle kanten op, maar de meesten van hen werden in het moeras gevangen of gedood. Varus moet zich de ernst van de situatie hebben gerealiseerd en pleegde met zijn zwaard zelfmoord. De overleefden keerden terug naar het winterverblijf in Xanten.

## Campagnes na de Clades Variana

### Campagnes van Tiberius
Het was duidelijk geworden dat de Duitse landen niet waren gepacificeerd. Nadat Rome bericht had gekregen over de nederlaag van Varus, stuurde Augustus Tiberius in het jaar 10 terug naar Germanië. Tiberius vergrootte de defensieve capaciteiten van de Rijnversterkingen en herverdeelde troepen over de regio. Hij begon de discipline te verbeteren en leidde kleine aanvallen over de Rijn met afdoende succes. Tiberius drong niet ver door in Duitsland. Hij vorderde traag om geen levens te verspillen. Zijn opmars was voorzichtig en weloverwogen: hij verwoestte gewassen, verbrandde woningen en verspreidde de bevolking.
Tiberius kreeg het gezelschap van zijn geadopteerde zoon Germanicus voor de campagnes van 11 en 12 na Chr.. De twee generaals staken de Rijn over en maakten verschillende excursies naar vijandelijk gebied, met dezelfde voorzichtigheid als Tiberius het jaar ervoor. De campagnes werden gevoerd tegen de Bructeren en de Marsi om de nederlaag van Varus te wreken, maar hadden geen blijvend effect. De alliantie van Rome met de Marcommaanse federatie van Maroboduus, verhinderde dat de Germaanse coalitie onder leiding van Arminius de Rijn overstaken om Gallië en Italië binnen te vallen. In de winter van 12 na Chr. keerden Tiberius en Germanicus terug naar Rome.

### Campagnes van Germanicus
Augustus benoemde Germanicus het volgende jaar tot bevelhebber van de strijdkrachten aan de Rijn. In augustus 14 n.Chr. stierf Augustus, op 17 september kwam de senaat bijeen en stelden Tiberius aan als nieuwe princeps. Romeinse schrijvers, waaronder Tacitus en Cassius Dio, melden dat Augustus een verklaring had achtergelaten om een eind te maken aan de keizerlijke expansie. Het is niet bekend of Augustus dat daadwerkelijk heeft gedaan, of dat Tiberius het nodig vond om de Romeinse expansie te stoppen, omdat de kosten te hoog waren, zowel financieel als militair.
Ongeveer een derde van de totale strijdkrachten van Rome, acht legioenen, waren aan de Rijn gestationeerd na hun herschikking door Tiberius. Vier waren in Neder-Duitsland onder Aulus Caecina Severus (legioen 5 en 21 in Xanten, de 1e en 20e in of nabij Keulen). Nog eens vier bevonden zich in Opper-Duitsland onder Gaius Silius (de 2e, 13e, 16e en 14e).
Tussen 14 en 16 na Chr. leidde Germanicus het Romeinse legers over de Rijn tegen de troepen van Arminius en zijn bondgenoten. Germanicus maakte gebruik van zijn vloot voor logistieke doeleinden, wegens gebrek aan wegen. Hij voerde vier campagnes in Duitsland zonder ook maar één veldslag te verliezen. Het hoogtepunt van de oorlog was de beslissende overwinningen tijdens de slag bij Idistaviso en de Angrivariaanse Muur, in 16 na Chr.. De Germaanse coalitie onder Arminius, die amper zijn eigen leven wist te redden, werd vernietigd. Na de wraak trokken de Romeinen zich terug uit het grootste deel van Duitsland, en schonken het land aan Germaanse stamhoofden, die vrienden waren van Rome. Tacitus zegt dat het doel van de campagnes was om de nederlaag van Varus te wreken, niet om de grenzen van Rome uit te breiden.